# Chabulina nuclealis
Chabulina nuclealis is een vlinder uit de familie van de grasmotten (Crambidae). De wetenschappelijke naam van deze soort is voor het eerst voorgesteld als Bocchoris nuclealis door Joseph de Joannis in een publicatie uit 1927.
De soort komt voor in Mozambique, Namibië en Zuid-Afrika.